# 孤店子镇
孤店子镇，是中华人民共和国吉林省吉林市昌邑区下辖的一个乡镇级行政单位。

## 行政区划
孤店子镇下辖以下地区：
孤店子社区、孤店子村、红卫村、红光村、永丰村、孤家子村、大荒地村、曹家村、巴虎村、四台子村和张家店村。

## 交通
- 长图铁路：孤店子站